# Love (Ayumi Hamasaki)
Love è un mini-album (EP) della cantante giapponese Ayumi Hamasaki, il quarto in tutto e il primo della serie realizzati per celebrare il 15º anno di carriera della cantante. Uscito l'8 novembre 2012, è stato pubblicato nei formati CD e CD+DVD e contiene "Song 4 U", colonna sonora del videogioco "Tales of Xillia 2", inclusa nell'edizione speciale "Tales edition".

## Tracce[3]

### CD
1. Song 4 u - 3:51 (Ayumi Hamasaki, HINATAspring, Yuta Nakano)
2. Melody - 5:26 (Ayumi Hamasaki, Yasuhiko Hoshino)
3. Missing - 4:58 (Ayumi Hamasaki, Kazuhiro Hara, Yuta Nakano)
4. You & Me (Remo-con Extended Rmx) - 7:28 (Ayumi Hamasaki, Kazuhiro Hara)
5. You & Me (Shinichi Osawa remix) - 5:01 (Ayumi Hamasaki, Tetsuya Komuro, Shinichi Osawa)
6. Song 4 u (Orchestra version) - 4:22 (Ayumi Hamasaki, HINATAspring, Yuta Nakano)
7. Melody (Broken Haze remix) - 5:58 (Ayumi Hamasaki, Yasuhiko Hoshino)
8. Missing (Dubscribe remix) - 5:07 (Ayumi Hamasaki, Kazuhiro Hara)
9. Song 4 u (instrumental) - 3:50 (Ayumi Hamasaki, HINATAspring, Yuta Nakano)
10. Melody (instrumental) - 5:24 (Ayumi Hamasaki, Yasuhiko Hoshino)
11. Missing (instrumental) - 4:57 (Ayumi Hamasaki, Kazuhiro Hara)
12. You & Me (instrumental) - 5:39 (Ayumi Hamasaki, Tetsuya Komuro)

### DVD
1. Song 4 u (Videoclip)
2. Missing (Videoclip)
3. Song 4 u (making of)

## Classifiche
| Classifica                     | Posizione raggiunta |
| ------------------------------ | ------------------- |
| Giappone (Oricon Daily Chart)  | 3                   |
| Giappone (Oricon Weekly Chart) | 4                   |
| World Albums Top 40            | 12                  |

## Date di Pubblicazione
| Nazione   | Data             | Formato                   | Etichetta   |
| --------- | ---------------- | ------------------------- | ----------- |
| Giappone  | 8 novembre 2012  | CD, CD+DVD, Tales Edition | Avex Trax   |
| Taiwan    | 8 novembre 2012  | CD, CD+DVD, Tales Edition | Avex Taiwan |
| Hong Kong | 16 novembre 2012 | CD+DVD, Tales Edition     | Avex Asia   |